# Saint-Beauzile
Saint-Beauzile är en kommun i departementet Tarn i regionen Occitanien i södra Frankrike. Kommunen ligger i kantonen Castelnau-de-Montmiral som tillhör arrondissementet Albi. År 2022 hade Saint-Beauzile 129 invånare.

## Befolkningsutveckling
Antalet invånare i kommunen Saint-Beauzile
| Referens: INSEE |